# Pro Evolution Soccer 3
Pro Evolution Soccer 3 — третя гра Konami з серії Pro Evolution Soccer. Це перша гра серії, яка випущена на ПК.

## Особливості
- Вперше повністю ліцензовані «Мілан», «Ювентус», «Рома», «Лаціо», «Парма» та «Феєнорд».
- Новий графічний рушій.
- Покращуваний геймплей, управління, фізика м'яча, анімація.
- У грі немає ліцензії на інші клуби, та тому, деякі гравці мають вигадані імена. Наприклад, Райан Гіггз названий «Gils».

## Команди

### Неліцензовані клуби
- Bruxelles (Андерлехт)
- Praha (Спарта Прага)
- North London (Арсенал)
- West Midlands Village (Астон Вілла)
- Lancashire (Блекберн Роверс)
- West London Blue (Челсі)
- Merseyside Blue (Евертон)
- West London White (Фулхем)
- Yorkshire (Лідс Юнайтед)
- Merseyside Red (Ліверпуль)
- Lloyd (Манчестер Сіті)
- Trad Bricks (Манчестер Юнайтед)
- Tyneside (Ньюкасл Юнайтед)
- North East London (Тоттенхем Хотспур)
- East London (Вест Хем Юнайтед)
- Azur (Монако)
- Bourgogne (Осер)
- Aquitaine (Бордо)
- Rhone (Ліон)
- Languedoc (Монако)
- Ile De France (Парі Сен-Жермен)
- Nord (Ланс)
- Rhein (Байєр 04)
- Rekordmeister (Баварія Мюнхен)
- Westfalen (Боруссія Дортмунд)
- Hanseaten (Гамбург)
- Hauptstadt (Герта)
- Ruhr (Шальке 04)

| - Weser (Вердер) - Peloponnisos (Олімпіакос) - Athenakos (Панатінаїкос) - Emilia Sud (Болонья) - Longobardi (Брешія) - Veneto (К'єво) - Lombardia (Інтернаціонале) - Umbria (Перуджа) - Abruzzi (Удінезе) - Museumplein (Аякс) - Stadhuisplein (ПСВ) - Lisbonera (Бенфіка) - Puerto (Порту) - Esportiva (Спортінг) - Valdai (Спартак Москва) - Old Firm Green (Селтік) - Old Firm Blue (Рейнджерс) - Manzanares (Атлетіко Мадрид) - Guadalquivir (Реал Бетіс) - Galicia Sur (Сельта) - Galicia Norte (Депортіво Ла-Корунья) - Cataluna (Барселона) - Chamartin (Реал Мадрид) - Donosti (Реал Сосьєдад) - Naranja (Валенсія) - Constantinahce (Фенербахче) - Byzantinobul (Галатасарай) - Marmara (Динамо Київ) |

### Ліцензовані клуби
- Мілан
- Ювентус
- Рома
- Лаціо
- Парма
- Феєнорд

### Міжнародні збірні
| Африка Америка Азія і Океанія | Європа | Класичні збірні |